# Adriana Zapisek
Adriana Zapisek es una pintora argentina. Nacida en Buenos Aires, reside y trabaja en esa ciudad, como así también en Madrid, España. Hija única de madre italiana y padre polaco, comenzó a dibujar y pintar desde sus primeros años de vida. A partir de 1980 inicia oficialmente sus estudios de dibujo y pintura en el estudio del maestro abstracto Eduardo Mac Entyre, quien en 1984 habló de su obra.
Desde 1982 concurre a cursos de Historia del Arte, Seminarios de Ética y Estética del Arte, en Buenos Aires, siendo en 1983 cuando presenta por primera vez sus obras en una exposición colectiva en dicha ciudad. Se continúan sus muestras, individuales y colectivas, en Buenos Aires, Punta del Este y Asunción (Paraguay). En 1992 comienza a exponer de forma individual en Italia, Bulgaria, Polonia, Reino Unido y otros países de Europa y Asia.
La Embajada Argentina en Bulgaria, la Universidad de Estudios Latinoamericanos (C.E.S.L.A.) en Polonia, y la Embajada Argentina en Indonesia, invitan a Zapisek a dar conferencias sobre Arte Argentino Contemporáneo y Generativo en esas ciudades y a participar en Seminarios de Arte en Europa.
Desde 1985 ha realizado más de 30 exposiciones individuales en Oriente (Pekín, Singapur y Yakarta), Europa (Madrid, Marbella, Roma, Varsovia, Zúrich, Londres, Sevilla, Sofía, Viena) y América (Miami, Atlanta, Asunción, Punta del Este, Buenos Aires). Y más de 120 Exposiciones Grupales en todo el mundo. Ha participado en diferentes Plain- Air Internacionales, en Polonia y Alemania, así como ha realizado portadas en Revistas, Libros y C.D. en España y Argentina.
En la actualidad desarrolla sus actividades artísticas entre Buenos Aires y Madrid, siendo ambas ciudades su lugar de residencia.

### Catálogos de arte
- Arteexpo, 2004 Art for all, Guide, USA
- Exposición Arteba, 2002, Argentina (feria int, de arte)
- Expoantiquaria, 2001
- Arte Sevilla 2001, edit. Garduño y González, Proyectos, España
- Revista Medicina, Bs As, Vol 60, n.º 5/1, editorial Sigma
- Catálogo Feria Arte Internacional MAC'21, España
- Libro 101 artistas Artistas plásticos con la ciencia. Comisión Nacional de Energía Atómica. 1995
- Oxfam "Art for a fairer world", Portfolio "Founding donations guide, University of Essex, Collection of Latin American Art. 1993